# Beachhandball-Asienmeisterschaften 2017
Die Beachhandball-Asienmeisterschaften 2017 waren die sechste Austragung der kontinentalen Meisterschaft Asiens im Beachhandball. Es gab je ein Turnier für Frauen und Männer parallel am selben Ort, welches vom 8. bis 15. Mai beziehungsweise vom 12. bis 15. Mai bei den Frauen am Jomtien Beach in Pattaya, Thailand, durchgeführt wurde. Für die Frauen war es das vierte Turnier. Die Veranstaltung wurde im Auftrag der Asian Handball Federation von der Handball Association of Thailand organisiert.

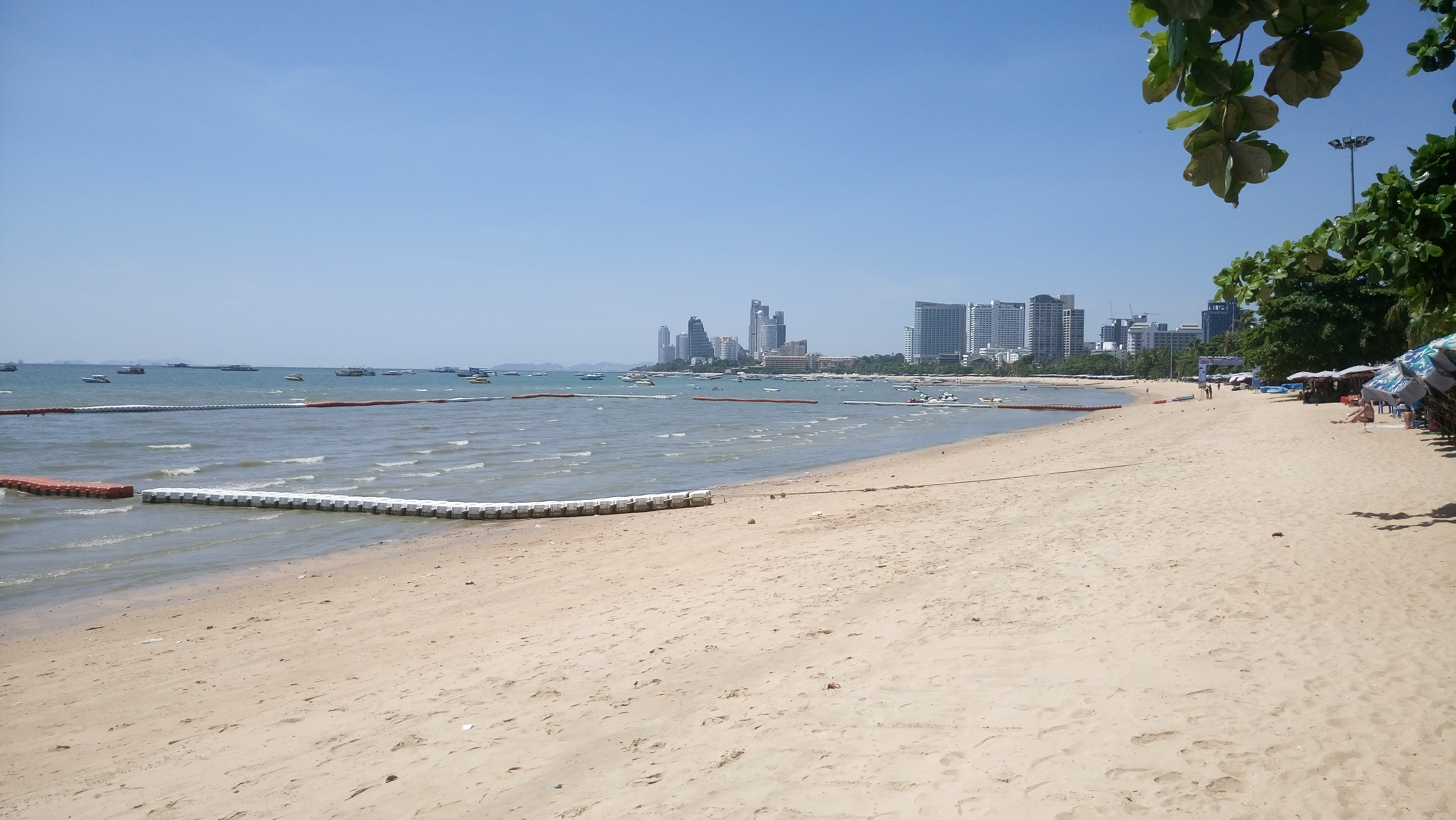
Jomtien Beach (2017)

Das Turnier diente einerseits zum ermitteln eines kontinentalen Meisters, zum anderen aber auch zur Ermittlung der asiatischen Teilnehmer an den Weltmeisterschaften 2018 in Kasan, Russland. Hierfür qualifizierten sich die drei Medaillisten bei den Frauen sowie die vier Halbfinalisten bei den Männern. Mit insgesamt neun Mannschaften bei den Männern wurde ein neuer Teilnahmerekord aufgestellt, während bei den Frauen im Vergleich zur vorherigen Austragung 2015 mit vier noch einmal eine Mannschaft weniger teilnahm. Insgesamt waren Mannschaften aus zehn Nationen am Start, wobei drei Länder, Taiwan, Vietnam und die Gastgeber aus Thailand mit je zwei Mannschaften antraten. Die Vereinigten Arabischen Emirate, Afghanistan und Usbekistan debütierten bei den Asienmeisterschaften.
| Frauen Details | Pattaya, Thailand | Thailand | keine Playoffs | Vietnam | Taiwan | keine Playoffs | China   |
| Männer Details | Pattaya, Thailand | Katar    | 2:0            | Oman    | Iran   | 2:1            | Vietnam |

## Platzierungen
| Nation                       | Frauen | Männer |
| ---------------------------- | ------ | ------ |
| Afghanistan                  | 0–     | 09     |
| Volksrepublik China          | 04     | 0–     |
| Iran                         | 0–     | 03     |
| Katar                        | 0–     | 01     |
| Oman                         | 0–     | 02     |
| Taiwan                       | 03     | 05     |
| Thailand                     | 01     | 06     |
| Usbekistan                   | 0–     | 08     |
| Vereinigte Arabische Emirate | 0–     | 07     |
| Vietnam                      | 02     | 04     |
| Teilnehmerzahl               | 4      | 9      |

| Legende | Legende | Legende | Legende              |
| ------- | ------- | ------- | -------------------- |
| 1       | 2       | 3       | Podest-Platzierungen |
| 4       | 4       | 4       | Halbfinalist         |